# Nick Schultz (Radsportler)
Nicholas „Nick“ Schultz (* 13. September 1994 in Brisbane) ist ein australischer Radrennfahrer.

## Sportlicher Werdegang
Mit dem Wechsel in die U23 kam Schultz nach Europa und fuhr zunächst drei Jahre für den französischen Verein Club routier des 4 Chemins de Roanne. 2016 wurde er Mitglied in der SEG Racing Academy und erzielte bei der Tour de l’Avenir und der Tour de Bretagne Cycliste seine ersten internationalen Erfolge. Durch seine Erfolge auf ihn aufmerksam geworden, wurde er Stagiaire bei UCI WorldTeam Orica GreenEdge. Nachdem kein Folgevertrag zustande gekommen war, wurde er zur Saison 2017 Mitglied im Team Caja Rural-Seguros RGA. In den zwei Jahren beim Team absolvierte er jeweils mit der Vuelta a España seine ersten beiden Grand Tours, ein Sieg in dieser Zeit blieb ihm jedoch verwehrt.
Zur Saison 2019 wechselte Schultz zum Team Mitchelton-Scott. Gleich im ersten Rennen für sein neues Team konnte er durch den Gewinn der vierten Etappe der Herald Sun Tour einen Sieg erringen, dem im selben Jahr ein Etappenerfolg bei der Settimana Internazionale Coppi e Bartali folgte. In der Saison 2021 konnte er mit dem Gewinn der zweiten Etappe der Sazka Tour seinen vorerst letzten zählbaren Erfolg erzielen. Nach dem Giro d’Italia 2021 nahm er im Jahr 2022 erstmals an der Tour de France teil, bei der er als Zweiter der 10. Etappe seine bisher beste Etappenplatzierung, sowie mit Platz 22 auch sein bisher bestes Ergebnis in der Gesamtwertung bei einer Grand Tour erreichte.
Nach vier Jahren bei Mitchelton-Scott bzw. BikeExchange wechselte Schultz zur Saison 2023 zum Team Israel-Premier Tech. Im Jahr 2024 gewann er die Auftaktetappe der Katalonien-Rundfahrt, als er sich auf dem letzten Kilometer vom Hauptfeld absetzte.

## Erfolge
2011
- Ozeanienmeister – Straßenrennen (Junioren)

2016
- eine Etappe Tour de Bretagne Cycliste
- eine Etappe Tour de l’Avenir
- Nachwuchswertung Oberösterreich-Rundfahrt

2019
- eine Etappe Herald Sun Tour
- eine Etappe Settimana Internazionale Coppi e Bartali

2021
- eine Etappe Sazka Tour

2024
- eine Etappe Katalonien-Rundfahrt

## Grand-Tour-Platzierungen
| Grand Tour            | 2017 | 2018 | 2019 | 2020 | 2021 | 2022 | 2023 | 2024 |
| --------------------- | ---- | ---- | ---- | ---- | ---- | ---- | ---- | ---- |
| Giro d’ItaliaGiro     | –    | –    | –    | –    | DNF  | –    | –    | DNF  |
| Tour de FranceTour    | –    | –    | –    | –    | –    | 22   | 39   | –    |
| Vuelta a EspañaVuelta | 111  | 75   | 63   | 25   | 49   | –    | –    | –    |